# Monument a Milà i Fontanals
El Monument a Milà i Fontanals és una obra del municipi de Vilafranca del Penedès (Alt Penedès) protegit com a bé cultural d'interès local. La primera pedra del monument va ser col·locada el 1908, d'acord amb el projecte d'Enric Monserdà i Vidal. Van participar en el treball escultòric Manuel Fuxà i Leal i Eusebi Arnau i Mascort. La inauguració va tenir lloc l'any 1912 i fou presidida pel Dr. Josep Torras i Bages.

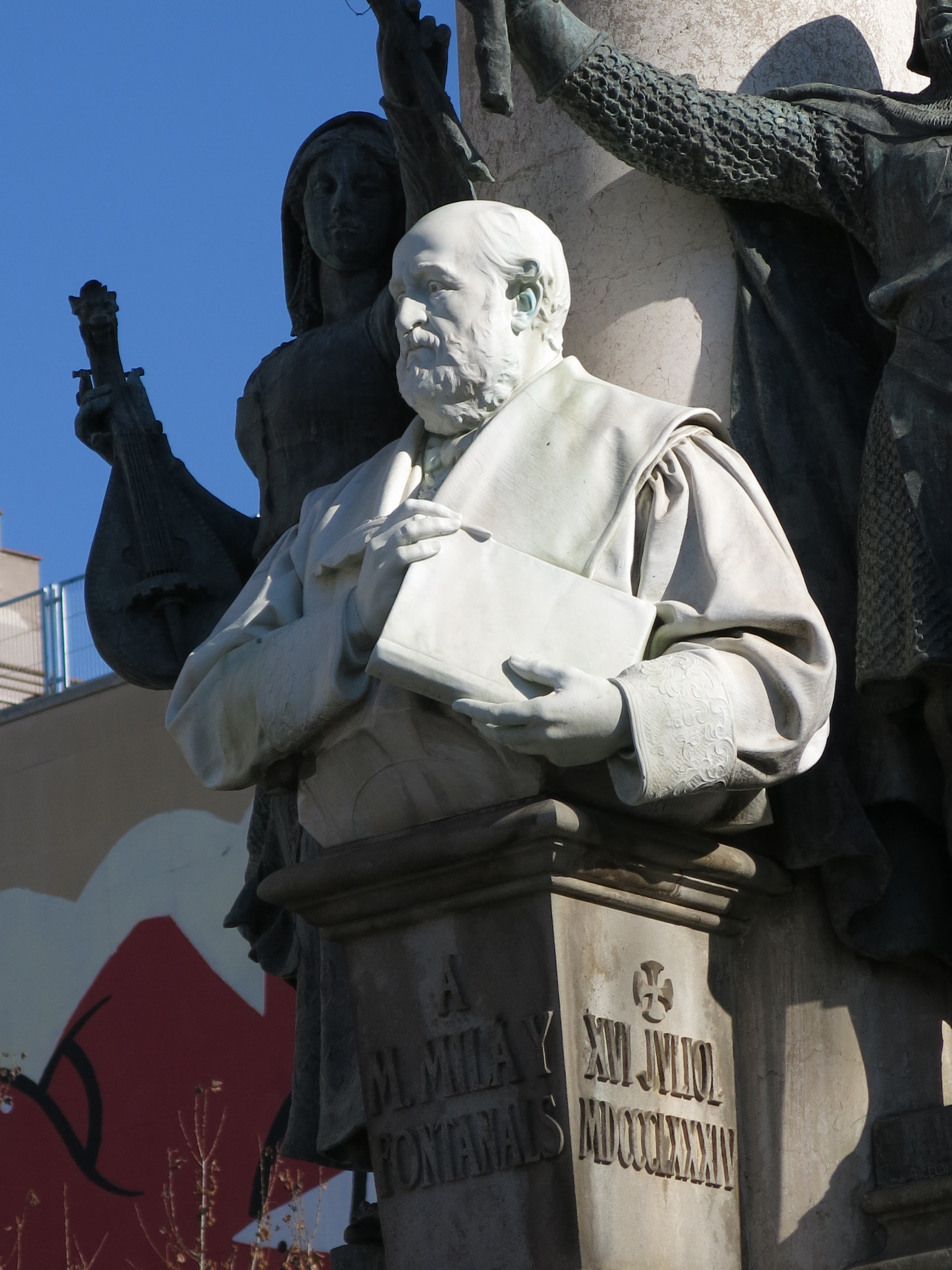
Bust de Milà i Fontanals

## Descripció
És un monument públic amb pedestal de planta en forma de T. Hi ha una columna jònica central coronada amb el "Triomf de la Bellesa". Es tracta d'un grup escultòric format per un àngel alat, de marbre, portador en una mà d'una palma i en l'altra d'una Venus de Milo sobre una bola del món, en bronze. A la part baixa hi ha un bust de Manuel Milà i Fontanals, de marbre, i a ambdós costats al·legories en bronze de la poesia popular catalana i la poesia èpica castellana.